# Cerre-lès-Noroy
Cerre-lès-Noroy é uma comuna francesa na região administrativa de Borgonha-Franco-Condado, no departamento de Alto Sona. Estende-se por uma área de 9,96 km², com 169 habitantes, segundo os censos de 1999, com uma densidade de 16 hab/km².